# Compétition officielle
Pour plus de détails, voir Fiche technique et Distribution.
Compétition officielle (Competencia oficial) est un film argentino-espagnol réalisé par Mariano Cohn et Gastón Duprat, sorti en 2021.

## Synopsis
Dans l'espoir de laisser son empreinte dans l'Histoire, un milliardaire décide de produire un chef-d'œuvre cinématographique en réunissant trois stars excentriques. La cinéaste Lola Cuevas est chargée de diriger la star hollywoodienne Félix Rivero et le comédien de théâtre Iván Torres. Les deux hommes sont chargés d'interpréter deux frères qui se détestent, mais leur antipathie transparaît rapidement. Iván défend une vision intellectuelle à la limite élitiste de son métier, Félix est très fier des multiples récompenses qu'il a obtenues. La réalisatrice va imaginer de multiples épreuves censées les pousser à se dépasser.
Quelques jours plus tard, en pleine répétition, Félix annonce à Lola et Iván qu'il souffre d'un cancer du pancréas incurable. La réalisatrice et le comédien sont d'abord dévastés, puis Iván suggère discrètement à Lola qu'en cas de disparition de Félix, il pourrait très bien jouer les deux rôles. Le lendemain, Félix leur dit qu'il a menti, qu'il s'agissait juste d'une performance d'acteur. Iván lui rend la pareille peu après, en louant le talent de Félix, avant d'avouer qu'il s'agit, là aussi, d'une simple performance d'acteur.
À la fin des répétitions et avant de commencer le tournage, une réception est organisée. Félix surprend alors Iván en grande conversation avec le maître d'hôtel, disant que Félix est un acteur lamentable sans le moindre talent. Félix est furieux, les deux hommes en viennent aux mains, Iván veut frapper Félix, qui esquive et tombe finalement à l'étage inférieur, où il reste inerte.
Une année après, Lola, Félix, Diana Suarez (qui joue le principal rôle féminin) et son père Humberto se retrouvent dans un prestigieux festival de cinéma pour présenter le film. Félix interprète finalement les deux rôles. Lors de la conférence de presse suivant la projection, Félix dit qu'Iván est dans un état végétatif depuis son « malheureux accident ».
À l'hôpital, Iván se réveille subitement et prononce le nom de Félix.

## Fiche technique
Sauf indication contraire, les informations mentionnées dans cette section peuvent être confirmées par la base de données cinématographiques IMDb,  présente dans la section « Liens externes ».
- Titre original : Competencia oficial
- Titre français : Compétition officielle
- Réalisation : Mariano Cohn et Gastón Duprat
- Assistant réalisateur : Martin Bustos
- Scénario : Mariano Cohn, Andrés Duprat et Gastón Duprat
- Musique et chanson "Official Competition" : Eduardo Cruz
- Direction artistique : Sara Natividad
- Décors : Alain Bainée
- Costumes : Wanda Morales
- Photographie : Arnau Valls Colomer
- Son : Altor Berenguer
- Montage : Alberto del Campo
- Production : Jaume Roures
- Société de production : Mediapro
- Société de distribution : Wild Bunch
- Pays de production :  Argentine -  Espagne
- Format : couleur- DCP - 2,39
- Genre : comédie dramatique
- Durée : 114 minutes
- Dates de sortie :
  - Italie : 4 septembre 2021 (Mostra de Venise)
  - Espagne : 17 septembre 2021 (Festival international du film de Saint-Sébastien)[1] ; 25 février 2022 (sortie nationale)
  - France : 13 décembre 2021 (Festival de cinéma européen des Arcs)[2] ; 1er juin 2022 (sortie nationale)
  - Argentine : 17 mars 2022
- Classification : 
  - Espagne : 12, lors de sa sortie
  - Argentine : 13, lors de sa sortie
  - France : Tous publics, lors de sa sortie

## Distribution
- Antonio Banderas (VFB : Michelangelo Marchese ; VQ : Manuel Tadros) : Félix Rivero
- Penélope Cruz (VF : Ethel Houbiers ; VQ : Viviane Pacal) : Lola Cuevas
- Oscar Martínez (VFB : Jean-Michel Vovk ; VQ : Jacques Lavallée) : Iván Torres
- Pilar Castro (VFB : Fabienne Loriaux ; VQ : Éveline Gélinas) : Violeta Torres
- Irene Escolar (VQ : Marie-Laurence Boulet) : Diana Suárez
- Manolo Solo (VFB : Simon Duprez ; VQ : Frédéric Desager) : Matias
- José Luis Gómez (VFB : Guy Pion ; VQ : Marc Bellier) : Humberto Suárez
- Nagore Aranburu (VFB : Micheline Tziamalis ; VQ : Manon Leblanc) : Julia
- Koldo Olabarri (VFB : Corentin Burki ; VQ : Alexandre Bacon) : Darío
- Juan Grandinetti (VFB : Grégory Praet) : Ariel
- Jean Dominikowski (VFB : Sébastien Hébrant) : le répétiteur d'art martial
- Isabel García Lorca : Susana, la décoratrice du film
- Xana del Mar : l'assistante décoratrice
- Melina Matthews : la directrice de la photographie
- Sue Flack : la cheffe costumière
- Enrique Martin : le pianiste

- Version française
  - Studio de doublage : Dubbing Brothers
  - Direction artistique : Marie-Line Landerwyn
  - Adaptation : Nelson Calderón et Pascal Strippoli

Source : carton de doublage du générique de fin.
- Version québécoise
  - Studio de doublage : Difuze
  - Direction artistique : Valérie Bocher
  - Adaptation : Nadine Taillon et Andréane Girard

Source : Fiche du film sur Doublage Québec.

## Accueil

### Critique
En France, le site Allociné recense une moyenne des critiques presse de 3,5/5.

### Box-office
Le premier jour de son exploitation en France, le film réalise 11 772 entrées, dont 5 362 en avant-première, pour 223 copies. Le film se place en 3e position du box-office derrière Firestarter (13 226) et devant La Ruche (789). Au bout d'une semaine, le film engrange 61 295 entrées au box-office se positionnant à la 6e place, devant Les Secrets de Dumbledore (50 370) et derrière Hommes au bord de la crise de nerfs (61 938).
| Pays ou région | Box-office      | Date d'arrêt du box-office | Nombre de semaines |
| -------------- | --------------- | -------------------------- | ------------------ |
| Espagne        | 117 242 entrées | -                          | -                  |
| France         | 149 696 entrées | 9 août 2022                | 10                 |
| Total mondial  | 4 732 405 $     | -                          | -                  |

## Distinctions

### Sélections
- Mostra de Venise 2021 : en compétition
- Festival international du film de Saint-Sébastien 2021 : section Perles (Perlak)[1]
- Festival de cinéma européen des Arcs 2021 : section Playtime[2]

### Récompense
- Prix Feroz 2023 : meilleure comédie[10],[11]